# Tulburările mersului în hemiplegia organică
Tulburări ale mersului în hemiplegia organică (1898) este primul film documentar din lume, creat de neurologul român Gheorghe Marinescu. Filmul prezintă mai mulți pacienți cu probleme neurologice mergând în patru direcții înainte și după tratament.
Ideea de a realiza acest documentar i-a venit medicului Gheorghe Marinescu după ce mai folosise cronofotograful sub influența lui Etienne-Jules Marey. Marinescu a lăudat folosirea tehnicilor cinematografice în investigațiile științifice.

## Alte filme documentare
- Un caz de isterie hemiplagică vindecat prin sugestie hipnotică (1899),
- Tulburări ale mersului cauzate de ataxie locomotorie progresivă (1900),
- Paralizie pseudo-hipertrofică sau miosclerotică în cadrul miopatiilor (1901).